# Borna Žitnjak
Borna Žitnjak (Zagreb, 23. kolovoza 1993.) je hrvatski nogometaš koji igra na poziciji vratara. Trenutačno igra za Vardarac. Sin je Miroslava Žitnjaka.